# 野岡駅
野岡駅（のおかえき）は、かつて福井県今立郡今立町（現・越前市）野岡にあった福井鉄道南越線の駅である。同線粟田部 - 戸ノ口間の部分廃止とともに廃駅となった。

## 歴史
- 1924年（大正13年）9月1日：岡本新 - 戸ノ口間開業に伴い開業。
- 1941年（昭和16年）7月2日：福武電気鉄道への合併により同社の駅となる。
- 1945年（昭和20年）8月1日：福武電気鉄道が福井鉄道へ改称したことにより同社の駅となる。
- 1971年（昭和46年）9月1日：粟田部 - 戸ノ口間廃線により廃駅。

## 駅構造
単式ホーム1面1線と待避線1線と引込線1線を有する駅だった。立派な木造駅舎（外観は現在の神明駅に似ている）があった。南越中学校に近く、通学客で賑わっていた他、旅客列車と貨物列車の行違いが見られる時代があった。

## 駅跡
駅の名をとどめるものは残っていない。

## 隣の駅
福井鉄道
南越線（廃止）
定友駅 - 野岡駅 - 庄境駅